# Hechtsbergita
La hechtsbergita és un mineral de la classe dels fosfats, que pertany al grup de l'atelestita. Rep el nom de la pedrera Hechtsberg, a Alemanya, la seva localitat tipus.

## Característiques
La hechtsbergita és un vanadat de fórmula química Bi₂(VO₄)O(OH). Cristal·litza en el sistema monoclínic. La seva duresa a l'escala de Mohs és 4,5.
Segons la classificació de Nickel-Strunz, la hechtsbergita pertany a «08.BO: Fosfats, etc. amb anions addicionals, sense H₂O, només amb cations de mida gran, (OH, etc.):RO₄ sobre 1:1» juntament amb els següents minerals: nacafita, preisingerita, petitjeanita, schumacherita, atelestita, smrkovecita, kombatita, sahlinita, heneuïta, nefedovita, kuznetsovita, artsmithita i schlegelita.
L'exemplar que va servir per a determinar l'espècie, el que es coneix com a material tipus, es troba conservat al Institut für mineralogie de la Ruhr University Bochum, a Alemanya.

## Formació i jaciments
Va ser descoberta a la pedrera Hechtsberg, situada a la localitat de Hausach (Baden-Württemberg, Alemanya). També ha estat descrita a la mina Clara, també a Alemanya, a la mina Nagatare (Fukuoka, Japó), a Smrkovec (República Txeca), a la mina Posse (Minas Gerais, Brasil) i a la mina Wombat Hole (Victòria, Austràlia).